# Edsbyns IF
Edsbyns IF Bandy, offiziell Edsbyns idrottsförening Bandyförening (deutsch: Edsbyns Sportvereinigung Bandyvereinigung), ist ein schwedischer Sportverein aus Edsbyn.
Die erste Bandyabteilung wurde erst 1925 und Edsbyns IF Bandyförening im Jahr 2000 gebildet. Der Verein spielte von 1945 bis 1969 in der höchsten schwedischen Bandyliga (schwed. bandyallsvenskan) und hat danach seit 1971 durchgehend dort gespielt.

## Erfolge
- Schwedischer Meister: 1952, 1953, 1962, 1978, 2004, 2005, 2006, 2007, 2008, 2017

- World Cup: 1979, 1991

- Europapokal: 2005, 2007